# 孫禮光
孫禮光，中華民國（台灣）軍人、律師、政治人物，曾任軍法官、軍事檢察官，後代表中國國民黨在高雄市選區當選為第一屆第四次增額立法委員。